# Джеймс Д'Арсі
Джеймс Саймон Д'Арсі (англ. James Simon D'Arcy; нар. 24 серпня 1975, Лондон, Англія, Велика Британія) — англійський теле- і кіноактор.

## Біографія
Джеймс Саймон Д'Арсі народився 24 серпня 1975 року в Фулемі, Лондон, де був вихований матір'ю Керолайн (медсестра) разом зі своєю молодшою сестрою Шарлоттою. Його батько помер, коли Джеймс був ще дитиною. Після завершення свого навчання в Christ's Hospital в 1991 році юний Джеймс відправився на рік в Австралію і працював в драм. відділі школи в місті Перт, де у нього і проявився інтерес до акторської майстерності. Після повернення в Лондон вступив до театральної школи і пройшов трирічний курс в Лондонській академії музики та драматичного мистецтва, отримавши ступінь бакалавра в цій галузі (в 1995 році).
За час роботи в Лондонській академії він брав участь в підготовці наступних вистав: «Геракл», «Як вам це сподобається», «Дикий мед», «Свобода міста» і «Шерлок Холмс». Ось що сам Д'Арсі сказав про закінчення театрального училища: «Тільки тоді, коли я закінчив курс і забув свій диплом в автобусі, я зрозумів, що став актором».

## Кар'єра
Його перші появи на телеекранах — невеликі ролі в серіалах «Мовчазний свідок» (1996) і «Делзіл і Пескоу» (1996), далі були ролі в телевізійних фільмах. У 1997 році він зіграв Бліфіла в мінісеріалі «Історія Тома Джонса, найди». У 1999 році він грав разом з Деніелом Крейгом у драмі «The Trench», а також отримав невелику роль в комедії «Готель „Парадізо“».
З 2001 року Д'Арсі грає великі ролі центральних персонажів в мінісеріалі «Rebel Heart» (2001, Ерні Койн), «Життя і пригоди Ніколаса Ніклбі» (2001, Ніколас Ніклбі) разом з Софією Майлс і Чарлзом Денсом, грає у фільмі «Страж пітьми» (2001, Джейк Мартел). У 2002 році він зіграв молодого Шерлока Холмса в телевізійному фільмі «Шерлок: Справа зла». У 2003 році він зіграв роль Барнабі Каспію в фільмі «Крапки над i» разом з Гаелем Гарсією Берналем і Наталією Вербеке, а також роль Джима Каддона в серіалі «POW» в 2003 році. Він також отримав широке визнання, коли зіграв лейтенанта Тома Пуллінгса у фільмі Пітера Віра «Володар морів», разом з Расселом Кроу і Полом Беттані.
Він грав у фільмах жахів «Екзорцист: Початок» (2004, отець Френсіс), «Привид Червоної річки» (2005, Річард Пауелл) і «Вампірка» (2007, Бішоп). Крім того, він з'являється на телебаченні в ролі Дерека Кеттеринга в епізоді серіалу «Пуаро» — «Таємниця «Блакитного поїзда» (2005), в ролі Джеррі Бертона в серіалі «Міс Марпл Агати Крісті» — «Перст провидіння», Тіберія Гракха в епізоді «Революція» серіалу «Стародавній Рим: Зліт і падіння Імперії» (2007), а також в ролі Тобі Кліффорда в «Fallen Angel» (2007), Тома Бертрама в «Менсфілд-парку».
Він також працював на радіо BBC, озвучуючи твори «Тесс із роду д'Ербервіллів» Томаса Гарді, «Дракула» Брема Стокера і Вініфред Голтбі «Людна вулиця». А також зіграв роль Дункана в серіалі «Таємний щоденник дівчини за викликом».
У 2011 році він зіграв роль короля Едуарда VIII в «Ми. Віримо у кохання», другий фільм Мадонни в якості режисера.

## Нагороди
- Номінація на премію Іена Чарльстона в 2002 році (за видатну гру в класичній ролі) — роль Пірса Гевстона, коханця Едуарда II в однойменній п'єсі[14].

## Фільмографія
| Рік  | Назва                                          | Роль                                                       | Примітки                                                        |
| ---- | ---------------------------------------------- | ---------------------------------------------------------- | --------------------------------------------------------------- |
| 1996 | «Мовчазний свідок»                             | студент                                                    | 1 сезон, епізод: «Довгі дні, короткі ночі: Частина 1»)          |
| 1996 | «Делзіл і Пескоу»                              | Френні Рут                                                 | серіал (1 епізод: «Поліпшення навчання»)                        |
| 1996 | «Бруксайд»                                     | Мартін Кеткарт                                             | серіал (1 епізод: «Речі, щоб розібратися»)                      |
| 1997 | «Кентервільський привид»                       | лорд Чешир                                                 | телевізійний фільм                                              |
| 1997 | «Таємниці Рут Ренделл»                         | Ніколас Готорн                                             | серіал (2 епізод «Хабарництво і корупція»)                      |
| 1997 | «Крижаний будинок»                             | Джонатан Мейбері                                           | (Телевізійний фільм)                                            |
| 1997 | «Вайлд»                                        | друг                                                       |                                                                 |
| 1997 | «Танець під музику часу»                       | Ніколас Дженкінс                                           | міні-серіал (1 епізод: «Двадцятки»)                             |
| 1997 | «Історія Тома Джонса, найди»                   | Бліфіл                                                     | мінісеріал (5 епізодів)                                         |
| 1998 | «Норман Ормал: Дуже політична черепаха»        | другий чоловік                                             |                                                                 |
| 1998 | «Hiccup»                                       | Баррі                                                      | короткометражка                                                 |
| 1999 | «Sunburn»                                      | Філ                                                        | серіал (1 епізод: «Епізод №.1.1»)                               |
| 1999 | «У липні 1916: Битва на Соммі» / The Trench    | Колін Девентрі                                             |                                                                 |
| 1999 | «Готель» Парадізо ""                           | Тімоті Баркер                                              |                                                                 |
| 2001 | «Rebel Heart»                                  | Ерні Койн                                                  | міні-серіал (4 епізоди)                                         |
| 2001 | «Життя і пригоди Ніколаса Ніклбі»              | Ніколас Ніклбі                                             |                                                                 |
| 2001 | «Страж пітьми» / Revelation                    | Джейк Мартелл                                              |                                                                 |
| 2001 | «Dark Realm»                                   | Дін                                                        | серіал (1 епізод: «Party On»)                                   |
| 2002 | «Come Together»                                | Джек                                                       | телевізійний фільм                                              |
| 2002 | «Сер Гавейн і Зелений Лицар»                   | Сер Ґавейн                                                 | телевізійний фільм                                              |
| 2002 | «Шерлок: Справа зла»                           | Шерлок Холмс                                               | телевізійний фільм                                              |
| 2003 | «Крапки над i»                                 | Барнабі Ф. Каспіан                                         |                                                                 |
| 2003 | P.O.W                                          | Джим Каддон                                                | серіал (6 епізодів)                                             |
| 2003 | «Володар морів»                                | 1-й лейтенант Том Пуллінгс                                 |                                                                 |
| 2004 | «Екзорцист: Початок»                           | отець Френсіс                                              |                                                                 |
| 2005 | «Привид червоної річки» / An American Haunting | Річард Пауелл                                              |                                                                 |
| 2005 | «Пуаро Агати Крісті»                           | Дерек Кеттерінг                                            | серіал (1 епізод: «Таємниця „Блакитного поїзда“»)               |
| 2006 | «Міс Марпл Агати Крісті: Перст провидіння»     | Джеррі Бертон                                              | телесеріал (2 сезон, 2 епізод)                                  |
| 2006 | «Стародавній Рим: Розквіт і падіння імперії»   | Тіберій Гракх                                              | серіал (1 епізод: «Революція»)                                  |
| 2006 | «Битва за Рим»                                 | Тиберій Гракх                                              | телевізійний фільм                                              |
| 2007 | «Їх»                                           | Каїн Джонсон                                               | телевізійний фільм                                              |
| 2007 | «Зелений»                                      | Сай                                                        | телевізійний фільм                                              |
| 2007 | «Падший ангел»                                 | Тобі Кліффорд                                              | міні-серіал (1 епізод: «Вирок незнайомців»)                     |
| 2007 | «Менсфілд-парк»                                | Том Бертрам                                                | телевізійний фільм                                              |
| 2007 | «Вампірка»                                     | Бішоп                                                      |                                                                 |
| 2007 | «Таємниці інспектора Лінлі»                    | Гай Томпсон                                                | Серіал (6 сезон, 2 епізод: «Знай ворога свого»)                 |
| 2007 | «Persuasion»                                   | Ден Робертс                                                | короткометражка                                                 |
| 2008 | «Спогади невдахи»                              | Джек Адамс                                                 |                                                                 |
| 2008 | «Розкопки»                                     | Капітан Робертс                                            | серіал (1 епізод: «Лінії війни»)                                |
| 2008 | «The Commander: Abduction»                     | Джеррі Делейні                                             | телевізійний фільм                                              |
| 2009 | «Eastmens»                                     | доктор Пітер Істмен                                        | телевізійний фільм                                              |
| 2009 | «Назустріч шторму»                             | Джок Колвілл                                               | фільм Colville ТВ                                               |
| 2009 | «Віртуальність»                                | доктор Роджер Фелон                                        | телевізійний фільм                                              |
| 2009 | «Таємний щоденник дівчини за викликом»         | Дункан Етвуд                                               | серіал (8 серій)                                                |
| 2010 | «Natural Selection»                            | Джон Генрі Вілсон                                          | короткометражка                                                 |
| 2011 | «Політ лебедя»                                 | Алексіс Паппас                                             |                                                                 |
| 2011 | «Епоха героїв»                                 | Ян Флемінг                                                 |                                                                 |
| 2011 | «Тюремник» / Screwed                           | Сем Норвуд                                                 |                                                                 |
| 2011 | «Ми. Віримо у кохання»                         | Король Едуард VIII                                         |                                                                 |
| 2011 | «Шукачка» / The Closer                         | Алекс Бенкс                                                | Серіал (7 сезон, 1 епізод: «Рецидивіст»)                        |
| 2011 | «Дублікати»                                    | Боббі Саковський                                           |                                                                 |
| 2012 | «Ефект доміно»                                 | Марк                                                       |                                                                 |
| 2012 | «Хмарний атлас»                                | молодий і старий Руфус Сіксміт, медбрат Джеймс, архіваріус |                                                                 |
| 2012 | «Хічкок»                                       | Ентоні Перкінс                                             |                                                                 |
| 2012 | «Як стати леді»                                | Алек Осборн                                                |                                                                 |
| 2012 | «Напередодні ввечері»                          | Том                                                        |                                                                 |
| 2013 | «Філософи. Урок виживання»                     | Професор Ерік Зіміт                                        |                                                                 |
| 2014 | «Фейкові копи»                                 | Мосс Касік                                                 |                                                                 |
| 2014 | «Ті, хто вбиває»                               | Томас Шеффер                                               | Серіал (постійно)                                               |
| 2015 | «Агент Картер»                                 | Едвін Джарвіс                                              | серіал (постійно)                                               |
| 2015 | «Піднесення Юпітер»                            | Максиміліан Джонс                                          |                                                                 |
| 2015 | «Бродчорч»                                     | Лі Ешворт                                                  | серіал (регулярно в 2 сезоні)                                   |
| 2015 | «Вціліла»                                      | Пол Андерсон                                               |                                                                 |
| 2016 | «Герніка»                                      | Генрі Гіллард                                              | про бомбардування Герніки під час громадянської війни в Іспанії |
| 2017 | «Дюнкерк»                                      | полковник Віннент                                          |                                                                 |
| 2017 | «Сніговик»                                     | Філіп Бекер                                                |                                                                 |
| 2018 | «Батьківщина»                                  | Томас Енсон                                                | 7 сезон                                                         |
| 2018 | «Човен» / Das Boot                             | Джек Сінклер                                               | Міні-серіал                                                     |
| 2019 | «Месники: Завершення»                          | Едвін Джарвіс                                              |                                                                 |
| 2019 | «Як живий»                                     | Джуліан                                                    |                                                                 |
| 2019 | Гаряча зона                                    | Тревор Родс                                                | серіал                                                          |
| 2021 | «Попередження»                                 | Гуд                                                        |                                                                 |
| 2023 | «Оппенгеймер»                                  | Патрік Блекетт                                             |                                                                 |